# 345763 Pompiere
345763 Pompiere è un asteroide della fascia principale. Scoperto nel 2007, presenta un'orbita caratterizzata da un semiasse maggiore pari a 2,249683 UA e da un'eccentricità di 0,133710, inclinata di 3,514916° rispetto all'eclittica.
È dedicato al Corpo dei Pompieri italiano.